# Sofia (fleuve)
Pour les articles homonymes, voir Sofia (homonymie).
Le Sofia est un fleuve du versant ouest de Madagascar. Il se jette avec ses deux bras au niveau de la baie de Mahajamba dans le canal du Mozambique.

## Géographie

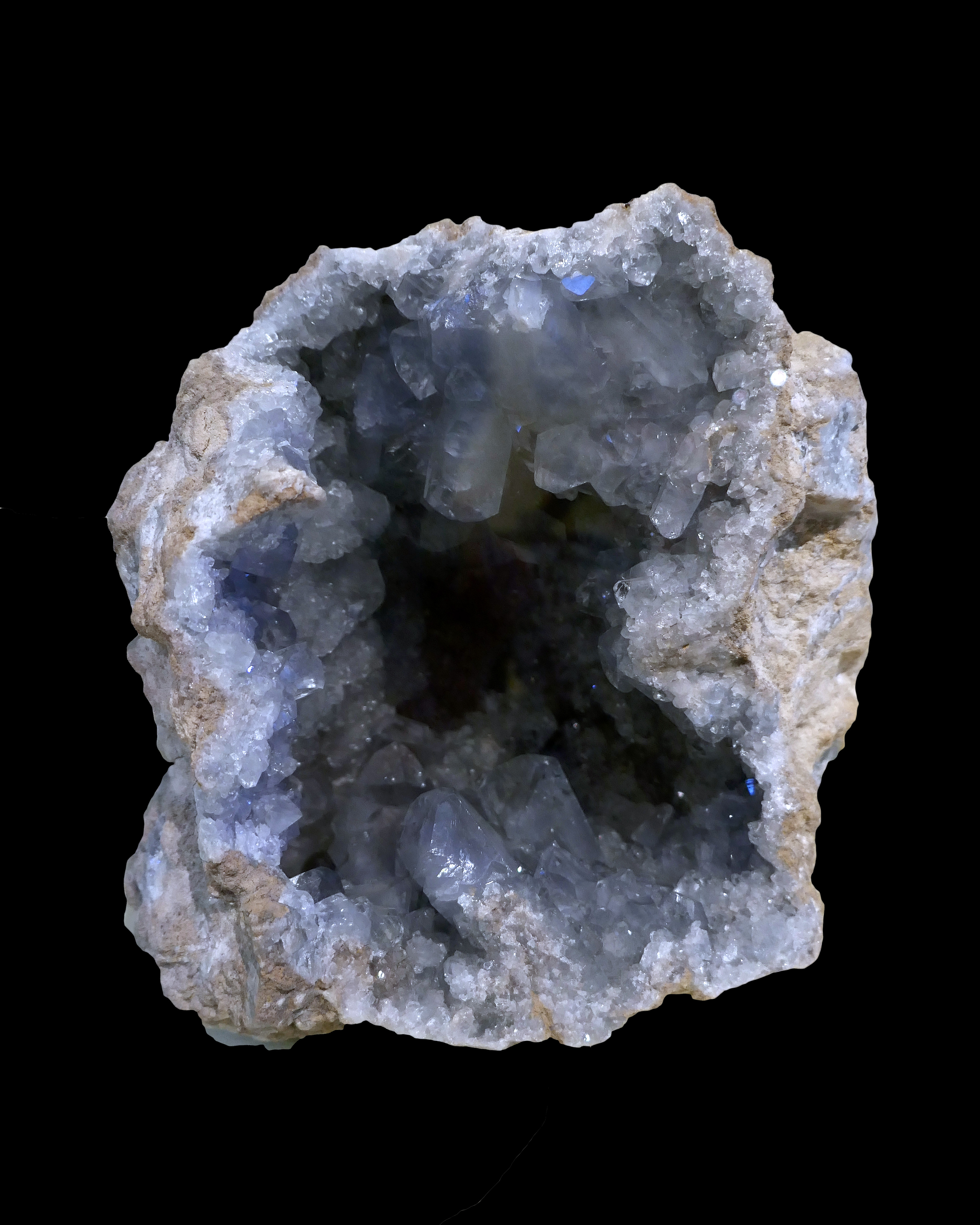
Spécimen de célestine collecté dans la vallée de la Sofia.

Le Sofia passe près des lieux suivants : Bejabora, Ambalafomby, Betsilendry, Analanambe, Ambatomay, Berohitra, Ansatramalaza, Ambarataty, Ambalafotaka, Marivorano.

### Bassin versant
Le bassin versant du Sofia est de 28 295 km2. Le bassin versant du Sofia est encadré au nord par celui du Ramena, et au sud-ouest par celui du Mahajamba.

## Affluents
L'Anjombony (ou Anjoboni) est un affluent gauche : 15° 27′ 33″ S, 47° 39′ 13″ E.
Le Mangarahara est un affluent gauche : 15° 38′ 53″ S, 48° 32′ 43″ E.